# Цзян Цай-пін
Цзян Цай-пін (*710 — †756) — китайська поетеса часів династії Тан, наложниця імператора Сюань-цзуна.

## Життєпис
Походила з родини лікарів. Народилася у повіті Путянь у родині Цзян Чжун-сіня, місцевого лікаря. Отримала гарну освіту. У 9 років знала вірші з «Еріань» (коротка назва двох перших розділів «Ши Цзін»). У 726 році Гао Ліши, євнух імператора Сюань-цзуна, під час конкурсу у провінції Фуцзянь обрав її для імператорського гарема. Вона стає улюбленою фавориткою імператора. У 737 році отримує почесне ім'я Мей-фей.
Втім вплив на імператора закінчився з появою Ян Гуйфей. Деякий час імператор Сюань-цзун ще коливався поміж Ян гуйфей та Мей-фей, але зрештою наказав перевести останню до Східного палацу Шан'ян, подалі від імператорського палацу. Спрооби Мей-фей повернути кохання імператора виявилися марними. З цього моменту вона жила усамітнено у власному палаці. Загинула у 756 році під час захоплення Чан'аня військами повсталого військовика Ань Лушаня.

## Творчість
У доробку Мей-фей лише 7 віршів («Сумна орхідея», «Грушовий садок», «Квіти дикої сливи», «Флейта фенікса», «Скляний келих», «Наложниці», «Втрачений шовк на окні») та 1 ода: «Східна башта».